# Agrotis subalba
Agrotis subalba är en fjärilsart som beskrevs av Walker 1856. Agrotis subalba ingår i släktet Agrotis och familjen nattflyn. Inga underarter finns listade i Catalogue of Life.